# Skip James
Skip James, vlastním jménem Nehemiah Curtis James, (9. června 1902 – 3. října 1969) byl americký bluesový zpěvák a kytarista s charakteristickým vysokým hlasem. Narodil se nedaleko Bentonie v Mississippi, jeho otec byl baptistický kazatel. V mládí hrál na klavír, záhy však přešel ke kytaře. Počátkem třicátých let pořídil své první nahrávky (píseň „I'm So Glad“ později proslavila anglická skupina Cream). Širší veřejnosti nikdy znám nebyl, až do šedesátých let se hudbě věnoval minimálně. V roce 1964 jej objevilo několik bluesových nadšenců v nemoci v mississippském městečku Tunica a o několik týdnů později už vystupoval na věhlasném Newportském folkovém festivalu. Následně natočil několik alb. Zemřel v roce 1969 ve věku 67 let na rakovinu. V roce 1992 byl uveden do Bluesové síně slávy.